# Гирсы
Гирсы (нем. von Giers) — русский древний дворянский род, шведского происхождения. 

## Происхождение и история рода
По документам фамилия Гирс (швед. Gjers) значится происходящей из шведского дворянства. Густав Гирс (1748—1825) шведской службы полковник и комендант в Гётеборге (с 12 января 1812 г.), Лаврентий Гирс, из шведских дворян. Карл Лаврентьевич (1748—1818), иностранный гость в С-Петербурге (1777), польской службы действительный надворный советник (1793), цольнер Гродненской пограничной таможни (1796), русской службы коллежский асессор (1800), директор Гродненской пограничной таможни (1800), надворный советник (1800).
В России с середины XVIII века. Александр Карлович Гирс, тайный советник и Николай Карлович Гирс, действительный статский советник, жалованы 04.12.1864 г. дипломом на потомственное дворянское достоинство.

## Описание герба
В червлёном поле серебряная волнообразная перевязь, обремененная лазоревой рыбой и чёрной стрелой и сопровождаемая двумя серебряными о шести лучах звездами.
На щите дворянский коронованный шлем. Нашлемник: три страусовых пера, из них среднее червлёное, а боковые серебряные. Намёт червлёный с серебром.

## Известные представители
Сыновья Карла Карловича Гирса (1777—1835), почтмейстера в Радзивилове, женатого на сестре адмирала Ф. П. Литке — Анне:
- Александр Карлович Гирс (1815—1880), сенатор, видный деятель крестьянской реформы 1861 года, член Совета министерства финансов;
- Николай Карлович Гирс (1820—1895), министр иностранных дел Российской империи;
  - Дети: Михаил Николаевич (1856—1932), дипломат, посол в Османской империи и Италии и Николай Николаевич (1853—1924), дипломат, посол в Бельгии и Австро-Венгрии.
- Фёдор Карлович Гирс (1824—1891), видный юрист, действительный тайный советник.
  - Сын Ф. К. Гирса Алексей Фёдорович (1871—1958) — последний губернатор минской и нижегородской губерний.

Брат Карла Карловича — Александр Карлович Гирс (1785—1859) — генерал-майор, георгиевский кавалер.
- Его сын — Константин Александрович Гирс (1829—1888) — контр-адмирал Российского императорского флота;

Сын ещё одного брата, Константина Карловича (1782—?) — писатель Дмитрий Константинович Гирс.